# Kabbigere, Koratagere
Kabbigere là một làng thuộc tehsil Koratagere, huyện Tumkur, bang Karnataka, Ấn Độ.